# 인디비지블
《인디비지블》(Indivisible)은 《스컬걸즈》를 제작한 랩 제로 게임스가 개발하고 505 게임스가 배급한 액션 롤플레잉 게임이다. PC 플랫폼 및 플레이스테이션 4과 엑스박스 원으로 2019년 10월 8일에 출시됐고, 닌텐도 스위치로는 2020년 4월 28일 출시됐다.
트라이에이스의 롤플레잉 게임 시리즈 《발키리 프로파일》를 본 딴 실시간 턴제 전투 시스템을 차용해, 주인공 아즈나를 중심으로 최대 4인 구성의 파티를 이용해 적에게 콤보 공격을 넣는 게임플레이가 특징이다. 전투 이외에 도구를 이용해 2D 지형을 탐험하는 플랫폼 게임 요소도 갖췄다.

## 평가
| 평가                                                                                   |                                     |
| -------------------------------------------------------------------------------------- | ----------------------------------- |
| 통합 점수 통합사 점수 메타크리틱 PC: 78/100 [ 4 ] PS4: 77/100 [ 5 ] XONE: 82/100 [ 6 ] |                                     |
| 통합 점수                                                                              |                                     |
| 통합사                                                                                 | 점수                                |
| 메타크리틱                                                                             | PC: 78/100 PS4: 77/100 XONE: 82/100 |